# جون روس (مجدف)
جون روس هو مجدف كندي، ولد في 24 يناير 1945 في أونتاريو في كندا، وتوفي في 30 أغسطس 2009.

## وصلات خارجية
- جون روس على موقع الاتحاد الدولي للتجديف (الإنجليزية)
- جون روس على موقع أوليمبيديا (الإنجليزية)